# Осе
Осе е герой на британския писател Дж. Р. Р. Толкин от „Силмарилион“. Осе е маяр на морето, като обаче не е самостоятелен а е васал на великия Улмо, който е в мирни отношения с него.
Във „Валакуента“ се казва, че Осе бил изкушен от Мелкор, и тогава той използвал силите си, за да създаде хаос в морето.
Името на Осе означава „Ужас“.